# Municipio de Cecil (Carolina del Norte)
El municipio de Cecil (en inglés: Cecil Township) es un municipio ubicado en el  condado de Haywood en el estado estadounidense de Carolina del Norte. En el año 2010 tenía una población de 504 habitantes.

## Geografía
El municipio de Cecil se encuentra ubicado en las coordenadas 35°24′18.37″N 82°56′42.48″O / 35.4051028, -82.9451333.